# Poręby Dymarskie
Poręby Dymarskie is een plaats in het Poolse district  Kolbuszowski, woiwodschap Subkarpaten. De plaats maakt deel uit van de gemeente Cmolas en telt 845 inwoners.